# Misumena annapurna
Misumena annapurna là một loài nhện trong họ Thomisidae.
Loài này thuộc chi Misumena. Misumena annapurna được Benoy Krishna Tikader miêu tả năm 1963.